# União Republicana Democrática
A União Republicana Democrática (em castelhano: Unión Republicana Democrática), mais conhecida pelo acrónimo URD, é um partido político venezuelano de ideologia social-liberal fundado em 18 de dezembro de 1945. Foi um dos três signatários originais do chamado Pacto de Punto Fijo, acordo político para a estabilização do regime democrático na Venezuela após o fim do governo ditatorial do general Marcos Pérez Jiménez, assinado em 23 de janeiro de 1958.
Entretanto, diferente da Ação Democrática (AD) e do Comitê de Organização Política Eleitoral Independente (COPEI), que partilharam o poder político do país durante o período da histórica política venezuelana denominado Quarta República (1959-1999), a URD  nunca conseguiu firmar-se como partido majoritário e força política competitiva contra o bipartidarismo formado por AD e COPEI. Desde 2018, o partido está impedido de participar de processos eleitorais por decisão do Tribunal Supremo de Justiça do país.

### Eleições presidenciais
| Eleições | Candidatos próprios/apoiados                 | Pos.                                         | Votos                                        | %                                            | Status                                       |
| -------- | -------------------------------------------- | -------------------------------------------- | -------------------------------------------- | -------------------------------------------- | -------------------------------------------- |
| 1958     | Wolfgang Larrazábal                          | 2º                                           | 800 716                                      | 30,67 / 100                                  | Não eleito                                   |
| 1963     | Jóvito Villalba                              | 3º                                           | 510 975                                      | 17,51 / 100                                  | Não eleito                                   |
| 1968     | Miguel Ángel Burelli                         | 3º                                           | 439 642                                      | 22,22 / 100                                  | Não eleito                                   |
| 1973     | Jóvito Villalba                              | 5º                                           | 134 478                                      | 3,07 / 100                                   | Não eleito                                   |
| 1978     | Luis Herrera Campins (apoiado)               | 1º                                           | 2 487 318                                    | 46,64 / 100                                  | Eleito                                       |
| 1983     | Jaime Lusinchi (apoiado)                     | 1º                                           | 3 773 731                                    | 56,72 / 100                                  | Eleito                                       |
| 1988     | Ismenia Villalba                             | 5º                                           | 50 640                                       | 0,69 / 100                                   | Não eleito                                   |
| 1993     | Rafael Caldera (apoiado)                     | 1º                                           | 1 710 772                                    | 30,46 / 100                                  | Eleito                                       |
| 1998     | Luis Alfaro Ucero                            | 4º                                           | 47 000                                       | 0,45 / 100                                   | Não eleito                                   |
| 2000     | Não disputou, nem apoiou outras candidaturas | Não disputou, nem apoiou outras candidaturas | Não disputou, nem apoiou outras candidaturas | Não disputou, nem apoiou outras candidaturas | Não disputou, nem apoiou outras candidaturas |
| 2006     | Manuel Rosales (UNT) (apoiado)               | 2º                                           | 4 292 466                                    | 36,91 / 100                                  | Não eleito                                   |